# Grand Prix automobile de France 1992
GP précédent GP suivant
Le Grand Prix automobile de France 1992 (Rhône-Poulenc Grand Prix de France), disputé sur le circuit de Nevers Magny-Cours à 12 km au sud de Nevers le 5 juillet 1992, est la 524e épreuve du championnat du monde de Formule 1 courue depuis 1950 et la huitième manche du championnat 1992.

## Classement
| Pos. | No | Pilote               | Écurie               | Tours | Temps/Abandon                      | Grille | Points |
| ---- | -- | -------------------- | -------------------- | ----- | ---------------------------------- | ------ | ------ |
| 1    | 5  | Nigel Mansell        | Williams-Renault     | 69    | 1 h 38 min 08 s 459 (179,283 km/h) | 1      | 10     |
| 2    | 6  | Riccardo Patrese     | Williams-Renault     | 69    | + 46 s 447                         | 2      | 6      |
| 3    | 20 | Martin Brundle       | Benetton-Ford        | 69    | + 1 min 12 s 579                   | 7      | 4      |
| 4    | 11 | Mika Häkkinen        | Lotus-Ford           | 68    | + 1 tour                           | 11     | 3      |
| 5    | 26 | Érik Comas           | Ligier-Renault       | 68    | + 1 tour                           | 10     | 2      |
| 6    | 12 | Johnny Herbert       | Lotus-Ford           | 68    | + 1 tour                           | 12     | 1      |
| 7    | 9  | Michele Alboreto     | Footwork-Mugen-Honda | 68    | + 1 tour                           | 14     |        |
| 8    | 24 | Gianni Morbidelli    | Minardi-Lamborghini  | 68    | + 1 tour                           | 16     |        |
| 9    | 21 | Jyrki Järvilehto     | BMS Dallara-Ferrari  | 67    | + 2 tours                          | 17     |        |
| 10   | 22 | Pierluigi Martini    | BMS Dallara-Ferrari  | 67    | + 2 tours                          | 25     |        |
| 11   | 3  | Olivier Grouillard   | Tyrrell-Ilmor        | 66    | + 3 tours                          | 22     |        |
| Abd. | 27 | Jean Alesi           | Ferrari              | 61    | Moteur                             | 6      |        |
| Abd. | 4  | Andrea De Cesaris    | Tyrrell-Ilmor        | 51    | Sortie de piste                    | 19     |        |
| Abd. | 30 | Ukyo Katayama        | Venturi-Lamborghini  | 49    | Moteur                             | 18     |        |
| Abd. | 25 | Thierry Boutsen      | Ligier-Renault       | 46    | Sortie de piste                    | 9      |        |
| Abd. | 28 | Ivan Capelli         | Ferrari              | 38    | Moteur                             | 8      |        |
| Abd. | 16 | Karl Wendlinger      | March-Ilmor          | 33    | Boîte de vitesses                  | 21     |        |
| Abd. | 32 | Stefano Modena       | Jordan-Yamaha        | 25    | Moteur                             | 20     |        |
| Abd. | 10 | Aguri Suzuki         | Footwork-Mugen-Honda | 20    | Sortie de piste                    | 15     |        |
| Abd. | 19 | Michael Schumacher   | Benetton-Ford        | 17    | Collision                          | 5      |        |
| Abd. | 2  | Gerhard Berger       | McLaren-Honda        | 10    | Moteur                             | 4      |        |
| Abd. | 15 | Gabriele Tarquini    | Fondmetal-Ford       | 6     | Accélérateur                       | 23     |        |
| Abd. | 29 | Bertrand Gachot      | Venturi-Lamborghini  | 0     | Collision                          | 13     |        |
| Abd. | 33 | Mauricio Gugelmin    | Jordan-Yamaha        | 0     | Collision                          | 24     |        |
| Abd. | 14 | Andrea Chiesa        | Fondmetal-Ford       | 0     | Collision                          | 26     |        |
| Abd. | 1  | Ayrton Senna         | McLaren-Honda        | 0     | Collision                          | 3      |        |
| Nq.  | 17 | Paul Belmondo        | March-Ilmor          |       | Non qualifié                       |        |        |
| Nq.  | 23 | Christian Fittipaldi | Minardi-Lamborghini  |       | Non qualifié                       |        |        |
| Nq.  | 7  | Eric van de Poele    | Brabham-Judd         |       | Non qualifié                       |        |        |
| Nq.  | 8  | Damon Hill           | Brabham-Judd         |       | Non qualifié                       |        |        |

## Pole position et record du tour
- Pole position : Nigel Mansell en 1 min 13 s 864 (vitesse moyenne : 207,137 km/h).
- Meilleur tour en course : Nigel Mansell en 1 min 17 s 070 au 37e tour (vitesse moyenne : 198,521 km/h).

## Tours en tête
- Riccardo Patrese : 18 (1-18)
- Nigel Mansell : 51 (19-69)

## Statistiques
- 27e victoire pour Nigel Mansell qui égale le score de Jackie Stewart.
- 57e victoire pour Williams en tant que constructeur.
- 37e victoire pour Renault en tant que motoriste.
- La course fut interrompue au 18e tour à cause de la pluie. Prévu à l'origine pour 72 tours, ce Grand Prix se déroula sur 69 tours et le classement final se fit par addition des temps des 2 manches.